# Kostenträger
Als Kostenträger werden in der Kosten- und Leistungsrechnung die in einem Unternehmen hergestellten Produkte oder Dienstleistungen bezeichnet. Diese sind nicht zu verwechseln mit den Kostenträgern im Sozialrecht (Leistungsträger).

## Allgemeines
Ein Unternehmen ist daran interessiert, die anfallenden Gesamtkosten in einer Kostenrechnung aufzugliedern (Kostenauflösung), um hieraus Informationen über den Kostenverlauf und die Anteile einzelner Kosten an den Gesamtkosten zu gewinnen und Möglichkeiten des Kostenmanagements für Kostensenkungen etwa durch Beseitigung von Schwachstellen zu finden. Dazu hat die Betriebswirtschaftslehre die Kostenarten und die Kostenartenrechnung, die Kostenstellen und die Kostenstellenrechnung und die Kostenträger mit der Kostenträgerrechnung entwickelt. Damit sind alle Aspekte, unter denen eine Kostenanalyse stattfinden kann, abgedeckt.

## Kosten pro Kostenträger
Eine Aufteilung der Gesamtkosten auf Kostenträger ergibt nur für Mehrproduktunternehmen mit Kuppelproduktion Sinn, weil die Gesamtkosten durch alle hergestellten Produkte entstanden sind und es deshalb für das Kostenzurechnungsprinzip von Interesse ist, die auf jede einzelne Produktart entfallenden Kostenanteile zu ermitteln. Außer den auf dem Markt zu verkaufenden Endprodukten können auch Zwischenprodukte oder innerbetriebliche Leistungen (Eigenleistungen) als Kostenträger definiert werden. Pro Produktart (Kostenträger) werden die durchschnittlichen Kosten wie folgt ermittelt:
{\displaystyle {\text{Durchschnittliche Kosten pro Kostenträger}}={\frac {\text{Gesamtkosten}}{\text{Anzahl der Produktarten}}}}
Die durchschnittlichen Kosten pro Kostenträger sind jedoch zu ungenau, weil sie nicht die tatsächliche Kostenverursachung eines Kostenträgers wiedergeben. Deshalb ist eine besondere Kostenträgerrechnung erforderlich, die die tatsächliche Kostenverursachung eines Kostenträgers ermitteln kann.

## Kostenträgerrechnung
Die Kostenträgerrechnung gibt an, für welche Produkte als Kostenträger bestimmte Kosten angefallen sind. Nachdem in der Kostenartenrechnung die Kosten nach Verbrauchsgütern erfasst und in der Kostenstellenrechnung die Kosten nach dem Ort der Kostenentstehung ausgewiesen wurden, verrechnet die Kostenträgerrechnung die Gesamtkosten auf die Kostenträger. Leicht zuzuordnen sind meist die Einzelkosten, weil sie durch einen bestimmten Kostenträger ausgelöst wurden (etwa in der Automobilindustrie die vier oder fünf Reifen pro Kfz). Schwierigkeiten bereiten hingegen die Gemeinkosten, da sie für alle Produktarten angefallen sind (etwa die Personalkosten der Verwaltung). Hier sorgen Verteilungsschlüssel für eine willkürfreie und differenzierende Aufteilung.
Stehen die Kosten pro Kostenträger fest, so werden sie als Stückkosten für das einzelne Endprodukt ermittelt. Dabei handelt es sich gleichzeitig um die Selbstkosten, die wiederum die Grundlage der Preiskalkulation darstellen. Es ist daher nicht nur wegen des Kostenzurechnungsprinzips erforderlich, die von einer bestimmten Produktart verursachten Kosten zu ermitteln, sondern auch wegen der Preisermittlung.

### Grenzen der Kostenträgerrechnung
Die Kostenträgerrechnung ist in vielen Fällen nur eingeschränkt geeignet, Entscheidungen über die Rentabilität eines Produkts zu treffen. Nehmen wir ein Beispiel aus der Softwarebranche. Eine Firma entwickelt zwei Produkte, A und B. Für Produkt B können Teile von A wiederverwendet werden. Das heißt: B muss nicht völlig neu entwickelt werden. Wie steht es in diesem Fall mit den Kosten von B? Müssen zu den Entwicklungskosten von B nicht auch diejenigen für die von A wiederverwendeten Teile hinzugezählt werden? Dann wären sie aber zweimal vorhanden. Also gliedert man die gemeinsamen Kosten in einen Posten namens C aus. Das um C reduzierte A sei nun Aa. Wie viel schlägt man nun Aa und B jeweils von C zu? Die Hälfte oder macht man es anteilig zu den Kosten von Aa und B? Beides würde zu einem verzerrten Bild führen. A (also inklusive C) könnte für sich genommen hochprofitabel sein. B ohne C könnte sich ebenfalls rentieren. Rechnet man nun einen Teil von C zu B hinzu, könnte B unrentabel werden. Das stimmt aber nicht, denn die Firma fährt in diesem Fall immer besser, wenn sie A und B entwickelt, als nur A. Eine schematische Anwendung der Kostenträgerrechnung würde also hier zu einer falschen Entscheidung führen.

### Sinnvolle Verwendung der Kostenträgerrechnung
Am Beispiel der Softwarebranche wird deutlich, dass Kosten oftmals nicht exakt einem bestimmten Produkt zugeordnet werden können. Man kann dann nur die Kosten bestimmen, die ein bestimmter Produktmix verursacht, und diesen mit den Kosten und Erlösen, die ein anderer Produktmix verursachen würde, vergleichen. Dabei kann die Verwendung der Kostenträgerstückrechnung und der Kostenträgerzeitrechnung unzweckmäßig sein. Stattdessen müssen die Kosten, die ein Produkt während seiner gesamten Lebenszeit verursacht, als Ausgangsbasis genommen werden.
Die Kostenträgerrechnung hilft, eine Vorstellung von den Kosten zu bekommen, die ein Produkt verursacht. Bei komplexen Produkten, z. B. Kraftfahrzeugen, ist sie geradezu unverzichtbar, wenn man nicht den Überblick verlieren will. Sie muss aber, wie die Beispiele gezeigt haben, auf die speziellen Bedingungen eines Unternehmens zugeschnitten werden.

## Kostenträgerzeitrechnung

### Ziel, Zweck und Herangehensweise
Normalkosten auf Basis von Normalzuschlagssätzen dienen dazu, Angebotspreise (für die Zukunft) zu ermitteln. Wenn ein Betrieb Produkte herstellt, fallen tatsächlich Kosten an, die sogenannten Istkosten. Istkosten dienen dazu, das tatsächliche wirtschaftliche Ergebnis (für den vergangenen Zeitabschnitt) festzustellen. Da die tatsächlichen Gemeinkostenzuschläge (Ist) in aller Regel von den zuvor kalkulierten Gemeinkosten (Normal) abweichen, sollte ein Betrieb die Normalzuschlagssätze in den Folgeperioden entsprechend anpassen.

### Das Kostenträgerzeitblatt
Das Kostenträgerzeitblatt ist ein Hilfsmittel in tabellarischer Form. In ihm werden die Kostenträgerzeitrechnung sowie die Ergebnisrechnung erfasst. Die Kostenträgerzeitrechnung ist mit der Ermittlung der Selbstkosten des Umsatzes beendet. Um das Umsatzergebnis zu ermitteln, wird der Nettoverkaufserlös von den zuvor bestimmten Selbstkosten subtrahiert. Diese Ergebnisrechnung ist häufig kurzfristiger Natur; sie wird zumeist monatlich durchgeführt.
Beispiel:
Im folgenden Beispiel wird davon ausgegangen, dass lediglich ein Kostenträger hergestellt wird. Als Einzelkosten sind gegeben:
| Fertigungsmaterial | Fertigungslöhne | Sondereinzelkosten der Fertigung |
| ------------------ | --------------- | -------------------------------- |
| 87.000,00 €        | 39.000,00 €     | 02.500,00 €                      |

Aus der Kostenstellenrechnung kommen für die vier Hauptkostenstellen die folgenden Istgemeinkosten:
| Material   | Fertigung   | Verwaltung  | Vertrieb    |
| ---------- | ----------- | ----------- | ----------- |
| 5.046,00 € | 39.000,00 € | 04.941,92 € | 07.498,08 € |

Als Gemeinkostenzuschlagssätze auf Normalkostenbasis wurden angegeben:
- Materialgemeinkostenzuschlagssatz: 10 %
- Fertigungsgemeinkostenzuschlagssatz: 105 %
- Verwaltungsgemeinkostenzuschlagssatz: 5 %
- Vertriebsgemeinkostenzuschlagssatz: 5 %

Die Materialgemeinkosten beziehen sich auf das Fertigungsmaterial (MGK-ZS=MGK/MEK*100), die Fertigungsgemeinkosten auf die Fertigungslöhne
(FGK-ZS=FGK/FEK*100), die Verwaltungsgemeinkosten beziehen sich auf die Herstellkosten der Produktion (VwGK-ZS=VwGK/HKproduktion*100) und die Vertriebsgemeinkosten auf die Herstellkosten des Umsatzes (VtGK-ZS=VtGK/HKumsatz*100).
Für die fertigen Erzeugnisse (FE) ist ein Minderbestand im Wert von 2.100,00 € zu verzeichnen, für die unfertigen Erzeugnisse (UE) ein Mehrbestand im Wert von 4.235,00 €.
Der Nettoverkaufserlös beträgt 210.000,00 €.
In der abgebildeten Tabelle werden zusätzlich die Istkosten dargestellt (die Istzuschlagssätze sind aus den Istkostenbeträgen berechnet worden). Bis zur Zeile „Selbstkosten“ ist die Kostenträgerzeitrechnung abgebildet. Der hellblau markierte Teil stellt die Ergebnisrechnung dar.
| Bezeichnung                      | Istkosten    | Ist- zuschlags- satz | Normalkosten | Normal- zuschlags- satz | Differenz     |
| -------------------------------- | ------------ | -------------------- | ------------ | ----------------------- | ------------- |
| Fertigungsmaterial               | 087.000,00 € |                      | 087.000,00 € |                         |               |
| Materialgemeinkosten             | 05.046,00 €  | 05,8 %               | 08.700,00 €  | 010,00 %                | + 3.654,00 €  |
| Materialkosten                   | 092.046,00 € |                      | 095.700,00 € |                         | + 3.654,00 €  |
| Fertigungslöhne                  | 039.000,00 € |                      | 039.000,00 € |                         |               |
| Fertigungsgemeinkosten           | 039.000,00 € | 100,00 %             | 040,950,00 € | 105,00 %                | + 1.950,00 €  |
| Sondereinzelkosten der Fertigung | 02.500,00 €  |                      | 02.500,00 €  |                         |               |
| Fertigungskosten                 | 080.500,00 € |                      | 082.450,00 € |                         | + 1.950,00 €  |
| Herstellkosten der Produktion    | 172.546,00 € |                      | 178.150,00 € |                         | + 5.604,00 €  |
| Bestandsminderung FE             | 02.100,00 €  |                      | 02.100,00 €  |                         |               |
| Bestandsmehrung UE               | −4.235,00 €  |                      | −4.235,00 €  |                         |               |
| Herstellkosten des Umsatzes      | 170.411,00 € |                      | 176.015,00 € |                         | + 5.604,00 €  |
| Verwaltungsgemeinkosten          | 04.941,92 €  | 02,90 %              | 08.800,75 €  | 05,00 %                 | + 3.800,75 €  |
| Vertriebsgemeinkosten            | 07.498,08 €  | 04,40 %              | 08.800,75 €  | 05,00 %                 | + 1.300,75 €  |
| Selbstkosten                     | 182.851,00 € |                      | 193.616,50 € |                         | + 10.765,50 € |
| Umsatzerlös                      | 210.000,00 € |                      | 210.000,00 € |                         |               |
| Betriebsergebnis                 | 027.149,00 € |                      |              |                         |               |
| Umsatzergebnis                   |              |                      | 016.383,50 € |                         |               |
| Kostenüberdeckung                | 010.765,50 € |                      |              |                         |               |

Im Beispiel der oben dargestellten Tabelle gilt nun:
Geplant waren Materialgemeinkosten in Höhe von 10 %, d. h. 8.700 EUR. Tatsächlich waren jedoch nur 5.046 EUR Materialgemeinkosten (5,8%) angefallen. Der Normalzuschlagssatz war also fast um das Doppelte zu hoch angesetzt. Sinngemäß das Gleiche gilt für die ebenfalls zu hoch kalkulierten Verwaltungs- und Vertriebsgemeinkosten, während die Fertigungsgemeinkosten offenbar angemessen kalkuliert waren.
Für die Kalkulation des nächsten Monats, Quartals oder Jahres könnte sich der Betrieb nun entscheiden, den Normalzuschlagssatz für Materialgemeinkosten zu senken. Auch bei zwei der drei anderen Normalzuschlagssätze (Verwaltung, Vertrieb) sind Anpassungen sinnvoll. Denn in Summe hatten die zu hoch angesetzten Normalzuschlagssätze zu einer tatsächlich nicht erforderlichen Kostenüberdeckung in Höhe von 10.765,50 EUR geführt. Und damit zu überhöhten Angebotspreisen des Unternehmens.
Bei einer Senkung der Normalzuschlagssätze wäre das Unternehmen jedoch in der Lage, in Zukunft entsprechend niedrigere – und damit für seine Kunden attraktivere – Angebotspreise für seine Produkte zu kalkulieren.

## Kostenträgerstückrechnung
Hier werden die Kosten den einzelnen Leistungseinheiten, Produkten, Stücken zugeordnet.
Beispiel:
Bei der Herstellung eines Schokoriegels entstehen unter anderem Kosten für Rohstoffe wie Kakao und Zucker, Mieten für Fabrikhallen, Anschaffungskosten für Maschinen, Personalkosten, Verwaltungskosten. Diese Kosten werden auf der Kostenstelle „Schokoriegel“ gebucht, sie trägt die Kosten = Kostenträger.

### Divisionskalkulation
- Sie kommt bei ein- und mehrstufiger Massenproduktion zur Anwendung und ist im Wesentlichen bei Einproduktunternehmen von Nutzen.[5]
  - In der einstufigen Divisionskalkulation werden die Einzelkosten- und die Gemeinkosten nach dem Durchschnittsprinzip auf den Kostenträger umgelegt. Dies ist nur bei konstantem Lagerbestand an fertigen Gütern möglich, wodurch die Anwendbarkeit dieses Kalkulationsverfahrens stark eingeschränkt ist.[6]
  - In der zweistufigen Kalkulation werden die Herstellkosten auf die produzierten Güter umgelegt, die Vertriebsgemeinkosten aber auf die verkauften Produkte. Somit werden Lagerbestandsänderungen an fertigen Produkten mitberücksichtigt.[7]
  - In der mehrstufigen Kalkulation werden zusätzlich die Vorprodukte beachtet, und es werden auch veränderte Lagerbestände bei unfertigen Gütern berücksichtigt. Die Stückkosten jeder Stufe setzen sich zusammen aus der Summe aus den Kosten der von der jeweiligen Vorstufe erhaltenen Produkte und den eigenen Kosten der Stufe, umgelegt auf die Menge der in der Stufe produzierten Einheiten

Stückkosten = Gesamtkosten / Produktionsmenge bzw. Absatzmenge

### Äquivalenzziffernrechnung
Die Äquivalenzziffernrechnung ist eine Erweiterung der Divisionskalkulation für Sortenfertigung. Sie kann bei Gütern angewandt werden, welche sich stark ähneln und ein konstantes Kostenverhältnis zueinander haben (z. B. Bier in 0,5 l- und 0,33 l-Flaschen). Dabei wird ein Referenzprodukt ausgewählt, welches die Äquivalenzziffer 1 erhält. Die anderen Produkte erhalten entsprechend ihrem Kostenverhältnis geeignete Äquivalenzziffern, die für mehrere Perioden festgelegt werden (z. B. 0,5 l ≙ 1; und 0,33 l ≙ 0,66).
Die Äquivalenzziffern dienen dazu, die produzierten Mengen jeder Sorte auf die Einheitssorte umzurechnen:
Produktionsmenge der Sorte x Äquivalenzziffer = Einheitsmenge
Wenn die Stückkosten der Einheitssorte ermittelt sind, können die Stückkosten für jede Sorte einfach durch Multiplikation der Stückkosten mit der Äquivalenzziffer errechnet werden:
Stückkosten der Sorte = Stückkosten der Referenzeinheit · Äquivalenzziffer
Um die Äquivalenzziffer schnell auszurechnen, wird die Bearbeitungsmenge (Zeit) durch die mit der 1 gekennzeichneten Bearbeitungszeit geteilt.
Beispiel:
Äquivalenzziffer = 0,33l / 0,5 l = 0,66

### Zuschlagskalkulation
Wenn die Voraussetzungen für die Divisionskalkulation oder die Äquivalenzzifferkalkulation nicht gegeben sind, ist in Mehrproduktunternehmen mit heterogenem Produktionsprogramm die Zuschlagskalkulation anwendbar.
- Anwendung für Serienfertigung oder Einzelfertigung (Auftragsfertigung)
- Setzt die Trennung in Einzel- und Gemeinkosten voraus.
- Einzelkosten werden den Kostenträgern direkt berechnet, und die Gemeinkosten werden mittels Kalkulationssätzen „zugeschlagen“ bzw. verrechnet.

#### Einstufige Zuschlagskalkulation
Die gesamten Gemeinkosten werden als ein (einzelner) Zuschlag verrechnet. Zuschlagsgrundlage (Bezugsgröße) sind:
- Einzelmaterialkosten,
- Einzellohnkosten (Fertigungseinzelkosten) oder
- Gesamte Einzelkosten

{\displaystyle {\text{Zuschlagssatz}}={\frac {\text{Gemeinkosten}}{\text{Einzelkosten}}}\cdot 100\,\%}
{\displaystyle {\text{Stückkosten}}={\text{Einzelkosten}}\cdot \left(1+{\frac {\text{Zuschlagssatz}}{100\,\%}}\right)}

#### Mehrstufige (selektive) Zuschlagskalkulation
- Aufteilung der Gemeinkosten in mehrere Teilbeträge
- Überwälzung auf die Kostenträger mit Hilfe unterschiedlicher Zuschlagsgrundlagen
- Ziel: möglichst gute Erfüllung des Verursachungs- bzw. Beanspruchungsprinzip

Varianten
- ohne Rückgriff auf die Kostenstellenrechnung
- mit Rückgriff auf die Kostenstellenrechnung

Ansonsten analog zur Vorgehensweise bei der summarischen Zuschlagskalkulation.

### Kuppelproduktkalkulation
Die Kuppelkalkulation wird für Güter angewandt, welche in Kuppelproduktion hergestellt werden. Für die Berechnung gibt es zwei Verfahren
- Die Marktwertrechnung unterscheidet nicht zwischen Haupt- und Nebenprodukten. Die Marktpreise werden zueinander ins Verhältnis gesetzt und es werden analog zur Äquivalenzziffernkalkulation Bewertungen vorgenommen. Die Herstellkosten werden dann anhand dieser Ziffern verteilt.

{\displaystyle E=\sum _{k=1}^{n}e_{k}}
{\displaystyle sk_{k}={\frac {e_{k}}{E}}\cdot K}
{\displaystyle K=\sum _{k=1}^{n}sk_{k}}
Legende:
{\displaystyle n} = Anzahl der Kuppelprodukte
{\displaystyle e_{k}} = Erlös des Kuppelproduktes k (in €)
{\displaystyle E} = Gesamterlös der Kuppelprodukte
{\displaystyle K} = Gesamtkosten der Kuppelprodukte
{\displaystyle sk_{k}} = Selbstkosten des Kuppelproduktes k (in €)
- Die Restwertmethode unterscheidet zwischen Haupt- und Nebenprodukten. Es werden die Gesamtkosten ermittelt und die Erlöse aus den Nebenprodukten gleich deren Kosten gesetzt. Die verbleibenden Kosten werden dann als Kosten des Hauptproduktes interpretiert. Nachteilig ist, dass die ermittelten Stückkosten der Hauptprodukte von den Erlösen der Nebenprodukte abhängen.